# Phumosia murphyi
Phumosia murphyi är en tvåvingeart som beskrevs av Hii Lu King och Hiromu Kurahashi 1977. Phumosia murphyi ingår i släktet Phumosia och familjen spyflugor. Inga underarter finns listade i Catalogue of Life.